# Port Charles
Port Charles est un feuilleton télévisé américain en 1633 épisodes de 25 minutes, créé par Carolyn Culliton, Richard Culliton et Wendy Riche, et diffusé du 1er juin 1997 au 3 octobre 2003 sur le réseau ABC. C'est un spin-off d’Hôpital central.

## Synopsis
Les événements se déroulent dans la ville fictive de Port Charles, dans l'état de New York. Les personnages principaux sont presque tous les médecins de l'hôpital de la ville ou des infirmières: autour de ces personnages, tournent histoires d'amour et d'ambition.

## Distribution
- Sarah Aldrich (en) : Courtney Kanelos (1998-2000)
- Jed Allan : Ed Grant (2001-2003)
- George Alvarez (en) : Alex Garcia #1 (1997-1999)
- Rachel Ames (en) : Audrey March Hardy (1997-2000)
- Matt Amshey : Michael Pomerantz (1999-2000)
- Opal Anchel : Arianna Shapour Thornhart (2001)
- Joy Bisco : Casey Leong (2002-2003) / Marissa Leong (2002-2003)
- Vanessa Branch : Rebecca Barrington (1999-2001) / Paige Barrington Smith (2002)
- Kimberlin Brown (en) : Rachel Locke (1999-2001)
- Susan Brown : Gail Adamson Baldwin (1997-2001)
- Ian Buchanan : Joshua Temple (2002-2003)
- Patricia Crowley : Mary Scanlon Collins (1997-2003)
- Shell Danielson (en) : Dominique Baldwin (1997)
- Linda Dano (en) : Rae Cummings (2000)
- Michael Dietz (en) : Joe Scanlon #1 (1997-1999)
- Michael Easton : Caleb Morley (2001-2003) / Michael Morley (2001) / Stephen Clay (2002-2003)
- Kiko Ellsworth : Jamal Woods (2000-2003)
- Tori Falcon : Alison Hebrart (2003)
- David Gail : Joe Scanlon #2 (1999-2000)
- Brian Gaskill : Rafe Kovich (2001-2003)
- Renee Griffin : Danielle Ashley (1997-1998)
- Lisa Ann Hadley : Julia Morris Devlin (1997-2000)
- Jennifer Hammon : Karen Wexler #1 (1997-1999)
- Peter Hansen : Lee Baldwin (1997-2003)
- Lynn Herring : Lucy Coe (1997-2003)
- Rib Hillis : Jake Marshak (1997-1998)
- Anastasia Horne : Lark Madison-Scanlon (1997-1999)
- Colton James : Neil Kanelos (1998-2000)
- Anne Jeffreys : Amanda Barrington (1999-2003)
- Thorsten Kaye : Ian Thornhart (2000-2003)
- Kent Masters King : Imani (2003)
- Jon Lindstrom : Kevin Collins (1997-2003)
- Mitch Longley : Matt Harmon (1997-2000)
- Kaitlyn Maggio : Christina Baldwin (2001-2003)
- Christopher Maleki (en) : Ben Shapour (2001)
- Eddie Matos : Ricky Garza (2001-2003)
- Alex Mendoza : Joe Scanlon #3 (2000-2002)
- Kelly Monaco : Livvie Locke Morley (2000-2003) / Tess Ramsey (2002-2003)
- Debbi Morgan : Ellen Morgan Burgess #1 (1997-1998)
- Laura Nevell : Brenda Madison (2002-2003)
- Nolan North : Chris Ramsey (1997-2003)
- Wayne Northrop : Rex Stanton (1997-1998)
- Ion Overman : Gabriela Garza (2000-2002)
- Mariam Parris : Reese Black (2002-2003)
- Jay Pickett : Frank Scanlon Jr. (1997-2003)
- Julie Pinson : Eve Lambert Thornhart (1997-2002)
- Brian Presley : Jack Ramsey (2000-2003)
- Erin Hershey Presley : Alison Barrington (2000-2003)
- Nicholas Pryor : Victor Collins (1997-2003)
- Marie-Alise Recasner : Ellen Morgan Burgess #2 (1998-1999)
- Carly Schroeder : Serena Baldwin (1997-2001)
- Jean Bruce Scott : Colleen Russo (2000-2003)
- Kin Shriner : Scott Baldwin (1997-2001)
- Sally Spaide : Doreen Luccio (2002-2003)
- Rebecca Staab : Elizabeth Barrington (2002-2003)
- Shannon Sturges : Kate Reynolds (2002)
- Eddie Velez : Alex Garcia #2 (1999-2001)
- Marie Wilson : Karen Wexler #2 (1999-2003) / Caroline Wexler (2001)
- Tim Griffin : Travis Williams (2001)
- Marisa Ramirez : Gia Campbell (2000-2002)